# Rogers Cup 2008

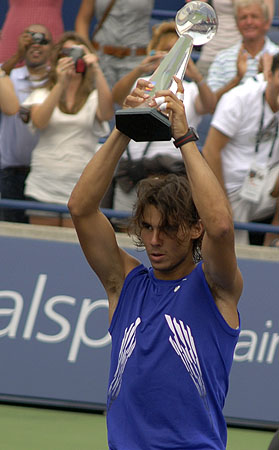
Победитель одиночного турнира среди мужчин Рафаэль Надаль с главным призом турнира.

Открытый чемпионат Канады по теннису 2008 (англ. Canadian Open 2009) (также известный как Canada Masters 2008 или 2008 Rogers Masters presented by National Bank и 2008 Rogers Cup по спонсорским причинам) — ежегодный профессиональный теннисный турнир в серии ATP 1000 для мужчин и 1-я категории WTA для женщин.
Соревнование традиционно проводится на открытых хардовых кортах. Мужской турнир в этом году проводился в Торонто, а женский — в Монреале.
Соревнования прошли с 19 по 27 июля для мужчин и с 26 июля по 3 августа для женщин.
Прошлогодние победители:
- мужской одиночный разряд —  Новак Джокович
- женский одиночный разряд —  Жюстин Энен
- мужской парный разряд —  Махеш Бхупати /  Павел Визнер
- женский парный разряд —  Катарина Среботник /  Ай Сугияма

## US Open Series

### Мужчины
Ко второй соревновательной неделе борьба за бонусные призовые выглядела следующим образом:
| Место | Игрок            | Турниров 1 | Побед | Очков |
| ----- | ---------------- | ---------- | ----- | ----- |
| 1     | Жиль Симон       | 1          | 1     | 70    |
| 2     | Дмитрий Турсунов | 1          |       | 45    |
| 3-4   | Джеймс Блейк     | 1          |       | 25    |
| 3-4   | Сэм Куэрри       | 1          |       | 25    |
| 5-8   | Пауль Капдевиль  | 1          |       | 15    |
| 5-8   | Лу Яньсюнь       | 1          |       | 15    |
| 5-8   | Бобби Рейнольдс  | 1          |       | 15    |
| 5-8   | Томми Хаас       | 1          |       | 15    |

* — Золотым цветом выделены участники турнира.
1 — Количество турниров серии, в которых данный участник достиг четвертьфинала и выше (International) или 1/8 финала и выше (Masters)

### Женщины
К третьей соревновательной неделе борьба за бонусные призовые выглядела следующим образом:
| Место | Игрок              | Турниров 1 | Побед | Очков |
| ----- | ------------------ | ---------- | ----- | ----- |
| 1-2   | Александра Возняк  | 1          | 1     | 70    |
| 1-2   | Динара Сафина      | 1          | 1     | 70    |
| 3-4   | Марион Бартоли     | 1          |       | 45    |
| 3-4   | Флавия Пеннетта    | 1          |       | 45    |
| 5-8   | Бетани Маттек      | 1          |       | 25    |
| 5-8   | Ай Сугияма         | 1          |       | 25    |
| 5-8   | Серена Уильямс     | 1          |       | 25    |
| 5-8   | Елена Янкович      | 1          |       | 25    |
| 9-16  | Виктория Азаренко  | 1          |       | 15    |
| 9-16  | Сибиль Баммер      | 1          |       | 15    |
| 9-16  | Мэн Юань           | 1          |       | 15    |
| 9-16  | Надежда Петрова    | 1          |       | 15    |
| 9-16  | Саманта Стосур     | 1          |       | 15    |
| 9-16  | Патти Шнидер       | 1          |       | 15    |
| 9-16  | Доминика Цибулкова | 1          |       | 15    |
| 9-16  | Анна Чакветадзе    | 1          |       | 15    |

* — Золотым цветом выделены участники турнира.
1 — Количество турниров серии, в которых данный участник достиг четвертьфинала и выше (2-я категория) или 1/8 финала и выше (1-я категория)

## Соревнования

### Мужчины одиночки
Рафаэль Надаль обыграл  Николаса Кифера со счётом 6-3, 6-2.
- Надаль выигрывает 7й титул в сезоне и 30й за карьеру в основном туре ассоциации. На этом турнире он побеждает во 2й раз (до этого в 2005 году).
- Кифер сыграл свой 1й финал в сезоне и 19й за карьеру в основном туре ассоциации.

### Женщины одиночки
Динара Сафина обыграла  Доминику Цибулкову со счётом 6-2, 6-1.
- Сафина выигрывает 3й титул в сезоне и 8й за карьеру в туре ассоциации.
- Цибулкова сыграла свой 2й в сезоне и за карьеру финал в туре ассоциации.

### Мужчины пары
Ненад Зимонич /  Даниэль Нестор обыграли  Боба Брайана /  Майка Брайана со счётом 6-2, 4-6, [10-6].
- Зимонич выигрывает свой 4й в сезоне и 22й за карьеру парный титул в основном туре ассоциации.
- Нестор выигрывает свой 4й в сезоне и 54й за карьеру парный титул в основном туре ассоциации. На этом турнире он побеждает во 2й раз (до этого в 2000 году в паре с Себастьеном Ларо).

### Женщины пары
Кара Блэк /  Лизель Хубер обыграли  Марию Кириленко /  Флавию Пеннетту со счётом 6-1, 6-1.
- Блэк выигрывает 7й парный титул в сезоне и 43й за карьеру в туре ассоциации.
- Хубер выигрывает 7й парный титул в сезоне и 31й за карьеру в туре ассоциации.